# Dias Ömırzaqov
Dïas Ömirzaqov (Kazachs: Диас Өмірзақов) (Şımkent, 13 juli 1992) is een Kazachs baan- en wegwielrenner die in 2016 reed voor Astana Pro Team.

## Carrière
Op 5 februari 2016 tekenden Ömirzaqov en Artyom Zaxarov een contract voor twee jaar bij Astana. Beide renners krijgen zo de kans om een wegprogramma te rijden in voorbereiding op de Olympische Spelen. Ömirzaqov maakte zijn debuut in de Ronde van Qatar, waar hij echter al in de eerste etappe opgaf.

## Baanwielrennen

### Palmares
| Jaar | KK                 | AK                   | WK | Overig |
| ---- | ------------------ | -------------------- | -- | ------ |
| 2012 |                    | Ploegenachtervolging |    |        |
| 2013 |                    | Achtervolging        |    |        |
| 2014 | Achtervolging      |                      |    |        |
| 2015 | Ploegkoers, Omnium |                      |    |        |
| 2016 |                    | Achtervolging        |    |        |

## Wegwielrennen

### Overwinningen
2011
5e etappe Ronde van Thailand
2012
4e etappe Ronde van Vietnam

## Ploegen
- 2016 –  Astana Pro Team (vanaf 5-2)

Agnoli · Aru · Ayazbajev · Boom · Capecchi · Cataldo · De Vreese · Fominykh · Fuglsang · Groezdev · Guardini · Hryvko · Kamışev · Kangert · Loetsenko · López · Malacarne · Nibali · Ömirzaqov · Qojatajev · Rosa · Sánchez · Scarponi · Smukulis · Tiralongo · Tlewbajev · Vanotti · Westra · Zacharov · Zejts · Bïjigitov (stagiair) · Koelimbetov (stagiair)